# 奎里努斯
奎里努斯（拉丁語：Quirīnus），出现于古罗马神话中的神祇之一，相傳他就是古羅馬的第一任國王羅穆盧斯。他在西元前717年離奇失蹤，被認為是直接肉身得道，被提升為象徵羅馬人的神奎利努斯。
其形象亦常常与其他神祇一起出现。在罗马城建立与古罗马早期曾具有重要意义。后地位衰微，仅为祭祀之用。但仍见于与其相关著述之中。为权力的象征之一。

## 扩展阅读
- 本条目包含来自公有领域出版物的文本: Chisholm, Hugh (编).  (第11版). London: Cambridge University Press. 1911.